# Nepál a 2013-as úszó-világbajnokságon
Nepál négy úszóval vett részt a 2013-as úszó-világbajnokságon, akik nyolc versenyszámban indultak.

## Úszás
Férfi
| Versenyző       | Verseny                | Selejtező | Selejtező | Elődöntő          | Elődöntő          | Döntő             | Döntő             |
| Versenyző       | Verseny                | Idő       | Helyezés  | Idő               | Helyezés          | Idő               | Helyezés          |
| --------------- | ---------------------- | --------- | --------- | ----------------- | ----------------- | ----------------- | ----------------- |
| Sirish Gurung   | 100 méteres gyorsúszás | 1:02.12   | 80        | Nem jutott tovább | Nem jutott tovább | Nem jutott tovább | Nem jutott tovább |
| Sirish Gurung   | 200 méteres gyorsúszás | 2:14.56   | 68        | Nem jutott tovább | Nem jutott tovább | Nem jutott tovább | Nem jutott tovább |
| Miraj Prajapati | 50 méteres gyorsúszás  | 28.74     | 95        | Nem jutott tovább | Nem jutott tovább | Nem jutott tovább | Nem jutott tovább |
| Miraj Prajapati | 50 méteres hátúszás    | 34.74     | 47        | Nem jutott tovább | Nem jutott tovább | Nem jutott tovább | Nem jutott tovább |

Női
| Versenyző     | Verseny                  | Selejtező | Selejtező | Elődöntő          | Elődöntő          | Döntő             | Döntő             |
| Versenyző     | Verseny                  | Idő       | Helyezés  | Idő               | Helyezés          | Idő               | Helyezés          |
| ------------- | ------------------------ | --------- | --------- | ----------------- | ----------------- | ----------------- | ----------------- |
| Shreya Dhital | 100 méteres gyorsúszás   | 1:11.12   | 69        | Nem jutott tovább | Nem jutott tovább | Nem jutott tovább | Nem jutott tovább |
| Shreya Dhital | 50 méteres pillangóúszás | 34.01     | 58        | Nem jutott tovább | Nem jutott tovább | Nem jutott tovább | Nem jutott tovább |
| Sofia Shah    | 50 méteres gyorsúszás    | 30.16     | 70        | Nem jutott tovább | Nem jutott tovább | Nem jutott tovább | Nem jutott tovább |
| Sofia Shah    | 200 méteres gyorsúszás   | 2:31.79   | 43        | Nem jutott tovább | Nem jutott tovább | Nem jutott tovább | Nem jutott tovább |